# Фюджийс
Фюджийс (на английски: Fugees) са американско хип-хоп трио, което се състои от Уайклиф Жан, Праз Мишел и Лорин Хил. Фюджийс променят класическото хип-хоп звучене, като му придават нов стил. Чрез тях този жанр преминава в
друго измерение, което не включва вулгарни текстове, насилие и гангстерска философия.

## Биография
Името Фюджийс е абривиатура на refugee (в превод: бежанец). В САЩ „refugee“ наричат бежанците от Хаити, които търсят политическо и социално убежище в Америка Братовчедите Уайклиф Жан и Праз Мишел са от хаитянски произход.
Групата е създадена в Ню Джърси, от Лорин Хил и Pras Michel, които са приятели от колежа. Присъединява се и Wyclef Jean, който е братовчед на Pras. След много записи, през 1993 г. групата издава първия си албум Blunted on Reality. Проектът има фънк и денсхол елементи. Получава забележителен успех.
Следващият им проект „The Score“ е класически в хип-хоп жанра. Той излиза през 1996 г. и има различни ритми от предишния им проект. Няои от песните са:
- Fu-Gee-La;
- The Mask – с джаз и рагамъфинг елементи;
- No woman, No cry – нова версия на песента на Боб Марли;
- Killing Me Softly – кавър на Killing Me Softly with His Song на Роберта Флак.

Албумът достига до 4-милионен тираж.
През април 1997 година изнасят концерт „Haitian Bicentenaire“, в Порт О'Пренс, където присъстват над 80 000 души. Събраните пари за билети са дадени за благотворителност.
Впоследствие артистите започват солова кариера. Лорин издава албума The Miseducation of Lauryn Hill. Жан започва продуценска кариера като продуцира Destiny's Child и Карлос Сантана. Също така издава своя самостоятелен албум The Carnival. Michael заедно с изпълнителите Mya и Ol' Dirty Bastard записва сингъла Ghetto Supastar за филма Bulworth – Сенаторът, с участието на Уорън Бийти и Холи Бери.
През септември 2004 започва да се говори, че групата иска да се събере. През юли 2005 се събират, за да открият BET Awards, с концерт базиран на песните с най-голям успех. В пресата излиза, че работят върху нов албум Take It Easy, но по-късно се появява само сингъла, който достига №40 в Billboard R&B Chart. Критиките не са добри, но въпреки това на 6 февруари 2006, групата тръгва на първото си турне след събирането им, което е в Холивуд.

## Дискография

### Албуми
| Година | Име                | Позиция в класациите | Позиция в класациите | Позиция в класациите | Продажби         |
| Година | Име                | Billboard 200        | Top R&B/ Hip-Hop     | UK Albums            | Продажби         |
| ------ | ------------------ | -------------------- | -------------------- | -------------------- | ---------------- |
| 1994   | Blunted on Reality | —                    | #62                  | —                    | 4 058 697 копия  |
| 1996   | The Score          | #1                   | #1                   | #2                   | 18 048 445 копия |
| 1996   | Bootleg Versions   | #127                 | #50                  | #55                  | —                |
| 2003   | Greatest Hits      | —                    | —                    | —                    | —                |

### Сингли
| Година | Име                                                                                     | Позиция в класациите | Позиция в класациите | Позиция в класациите | Позиция в класациите | Албум                                  |
| Година | Име                                                                                     | US Hot 100           | US R&B/Hip-Hop       | UK                   | Italia               | Албум                                  |
| ------ | --------------------------------------------------------------------------------------- | -------------------- | -------------------- | -------------------- | -------------------- | -------------------------------------- |
| 1993   | „Boof Baf“                                                                              | —                    | —                    | —                    | —                    | Blunted on Reality                     |
| 1994   | „Nappy Heads (Remix)“                                                                   | #49                  | #52                  | #172                 | —                    | Blunted on Reality                     |
| 1994   | „Vocab“                                                                                 | —                    | #91                  | —                    | —                    | Blunted on Reality                     |
| 1995   | „Fu-Gee-La“                                                                             | #29                  | #13                  | #21                  | -                    | The Score                              |
| 1996   | „Killing Me Softly with His Song“                                                       | #2A                  | #1A                  | #1                   | #1                   | The Score                              |
| 1996   | „Ready or Not“                                                                          | —                    | —                    | #1                   | #6                   | The Score                              |
| 1996   | „No Woman, No Cry“ (with Stephen Marley)                                                | #38A                 | —                    | #2                   | #16                  | The Score                              |
| 1997   | „Hip-Hopera“ (with Bounty Killer)                                                       | #81                  | #54                  | —                    | —                    | My Xperience                           |
| 1997   | „Rumble in the Jungle“ (с участието на A Tribe Called Quest, Busta Rhymes & John Forté) | —                    | #71                  | #3                   | —                    | When We Were Kings Original Soundtrack |
| 2005   | „Take It Easy“                                                                          | #119                 | #40                  | —                    | —                    |                                        |